# Kōhaku Uta Gassen
O NHK Kouhaku Utagassen, NHK Kōhaku Uta Gassen (NHK紅白歌合戦) é um tradicional programa televisivo japonês, realizado na véspera do ano novo (Oōmissoka), com apresentações de artistas de enka e j-pop que competem divididos em equipes masculina (shirogumi) e feminina (akagumi). É o programa mais assistido no Japão em toda a história, e também um dos mais aguardados.

## História

### 1951-1960: Início

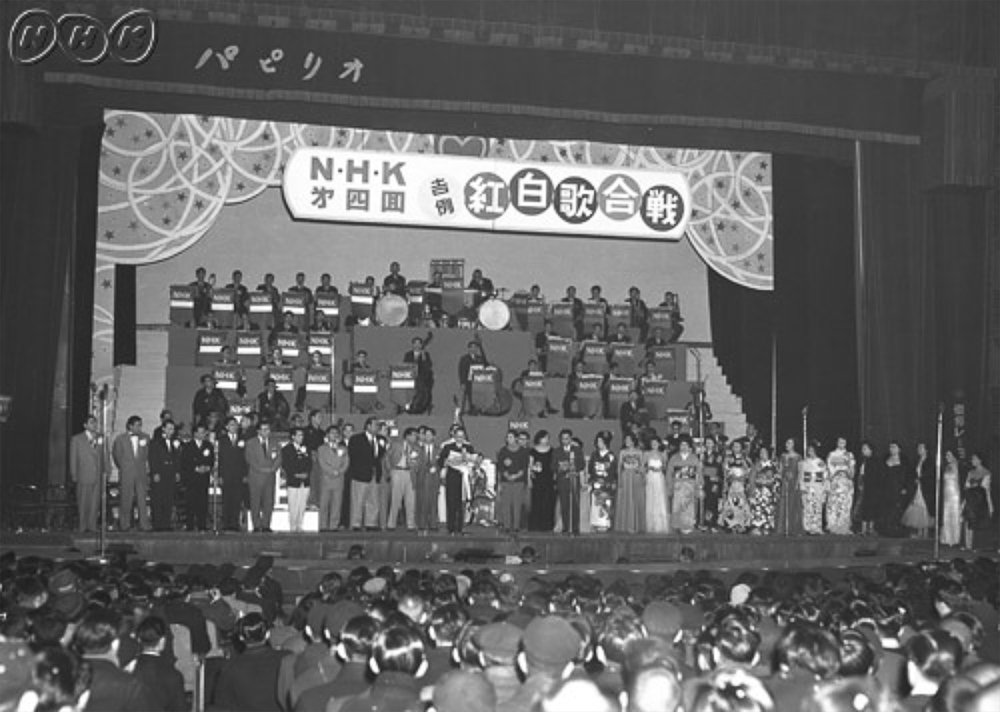
Os concorrentes do 4º Kōhaku Uta Gassen (1953)

Após o fim da Segunda Guerra Mundial em 1945, o diretor Tsumoru Kondou criou o festival, mas sua primeira transmissão com o nome oficial aconteceu em 1951, inicialmente apenas na rádio, com as duas equipes Akagumi e Shirogumi. Kondou Tsumoru se inspirou nas cores do jogo de esgrima.
A transmissão do 1º Kouhaku Utagassen foi no dia 03 de janeiro de 1951 com início às 20:22. Cada equipe tinha poucos artistas, e tudo de que iriam realizar seria dentro do intervalo de uma hora. A maioria dos artistas usavam instrumentos musicais como o bandolim. Kondou Tsumoru tentou produzir um programa que combinasse elementos de entretenimento, tendo duração de 24 minutos. Com o sucesso, uma segunda edição foi realizada em 02 de janeiro de 1952, com 1h30m de duração.
Em 1953 a 3ª edição do festival foi transmitida no dia 02 de janeiro, e no mesmo ano o festival se transformou em uma tradição anual quando a 4ª edição foi transmitida no dia 31 de dezembro. Províncias como Okinawa receberam transmissões em 1954 pela TV Okinawa e a Rádio de Okinawa. Com o passar dos anos, o programa vem ganhando popularidade, sendo divulgado seus primeiros índices de audiência na TV, com 13 pontos em 1962 e 14 em 1963, estando presente em 81,4% dos lares japoneses.

### 1970-1990
Em 1970 o festival teve grandes mudanças, sendo um festival ou programa para jovens, recebendo severas críticas dos espectadores de mais idade, e o cantor Hideki Saijo que fez sua estreia no festival, foi rejeitado com base na população que ainda nem estava se acostmando ao gênero J-Pop e suas inovações musicais. A audiência caiu de 81,4% para 69,9%. Em 1973, o festival passou a ser realizado no NHK Hall. No Brasil, o Kōhaku Uta Gassen foi transmitido ao vivo via satélite em rede nacional para todo o Brasil com exclusividade para o programa Imagens do Japão com Rosa Miyake, exibido durante quase 50 anos pela TV Tupi, Rede Bandeirantes, TV Gazeta, Rede Record, TV Gazeta, Rede Record, Rede 21 e Rede Mulher. Atualmente, o programa Imagens do Japão não é mais exibido na TV. No YouTube, trechos do programa.
Desde 1989, o programa passa por pelo menos quatro horas, com ambas as equipas, cada uma com pelo menos 25 artistas, executando suas músicas. Em 2009 e a partir de 2011, o evento conta com a duração de 4h30min de duração (com intervalo de 5 minutos para o boletim de notícias), sendo assim a 60ª e 62ª a 65ª edições empataram com a duração mais longa na história do evento, fato que pode se repetir na 66ª edição, em 2015.
Por volta do final dos anos 80 e início da década de 90, surge o Visual Kei, que impulsionou no sucesso de bandas como o X JAPAN, LUNA SEA , GLAY e L'Arc~en~Ciel sendo as primeiras bandas de J-rock a fazerem sucesso no festival.
Nas edições mais recentes, surgiram grupos/artistas de destaque na atualidade como Ayumi Hamasaki, Exile, AKB48, Golden Bomber, Momoiro Clover Z, Arashi, Nana Mizuki e Kyary Pamyu Pamyu. Em 2012, nenhum artista coreano participou do Kouhaku, pois a NHK preferiu dar prioridade total aos artistas japoneses. Mas em 2013, Criss Hart (que mora nos Estados Unidos) foi convidado pela NHK para fazer sua primeira participação no Kouhaku Utagassen. Em 2010, o Arashi interpretou pela primeira vez a música Furusato, que foi executada novamente nos anos seguintes, sempre com uma variação diferente.

### 2000-2009
A partir da 54ª e 55ª edições, os telespectadores que assistem o programa através da ISDB-S na NHK BS hi-vision também poderiam participar da votação por ter sua contagem própria em seus respectivos domicílios. Embora seja ainda incompleta a determinar, na edição 55ª, o voto do público é contado como dois votos: um para o público local e outra para os telespectadores ISDB-S.
O referido processo foi feito de maneira diferente para a edição 56ª .As contagem dos votos de telefone celular foram feitas ao público, e a contagem dos votos do ISDB-S espectadores cada contado como um voto. Como dito acima, a equipe que tem pelo menos dois votos ganhou.
Na 57ª edição (2006), além do celular, os espectadores ISDB-S e o público NHK Hall, usaram o 1seg. Seu formato também foi revertido para o sistema de votação - a partir da contagem de audiência e dos juízes a votos.
Na 58ª edição, o resultado foi decidido pelas luzes da Torre de Tóquio. As luzes da torre se apagam e depois se acende novamente com a luz vermelha ou branca, o que determinava o time vecedor.
Já nas edições seguintes (até 2012) a decisão passou a ser feita através de votações pelo 1Seg, ISDB-S, o público do NHK Hall, e posteriormente, smartphones/tablets com sistema Android.

### 2010 - Atualmente
Em 2010, foi realizada a 61ª edição, que teve como apresentadores Nao Matsushita e a boyband Arashi. Foi repetido o mesmo tema da 60ª edição, e pela primeira vez o Arashi interpretou a música "Furusato", que seria interpretada novamente nas edições seguintes.
A 62ª edição foi realizada em 31 de dezembro de 2011, tendo como tema "Vamos cantar para o amanhã". A escolha do tema foi por conta da data do evento, para encerrar o ano em grande estilo com o poder da música, e iniciar um novo ano dando um primeiro passo para um novo começo. Esta edição começou mais cedo (19h15, hora local do Japão), com o objetivo de abrir espaço para programas especiais sobre o desastre ocorrido em Fukushima, no dia 11 de Março de 2011.
A 63ª edição do evento aconteceu em 31 de Dezembro de 2012.
Para esta edição o tema é "Conhecendo através da música". Assim como em 2011, o programa foi transmitido a partir das 19h15 pela hora local do Japão, e não contou com artistas coreanos.
A 64ª edição do evento aconteceu em 31 de Dezembro de 2013. Para esta edição, o tema é "Uta ga koko ni aru" (Aqui está a música). Haruka Ayase e Arashi (pelo quarto ano seguido) foram os apresentadores. Saburô Kitajima (que se apresentou pela última vez no Kouhaku) foi o responsável pela maior audiência do programa nos últimos 10 anos, 50,7%. A média (na segunda parte) foi de 44,5% na região de Kanto. Outros momentos marcantes foram o anúncio de graduação da Yuko Oshima (AKB48), durante a performance de seu grupo, a participação do elenco de "Ama-Chan" e o retorno do sistema de bolas para decidir o time vencedor.
A 65ª edição do Kouhaku Utagassen aconteceu em 31 de Dezembro de 2014. Para esta edição o tema é "Utaō, Oomisoka wa Zennin Sanka de" (Cante! Todos se unem na véspera do ano novo). Yuriko Yoshitaka e Arashi (pelo 5º ano consecutivo) são os apresentadores, além de Yumiko Udô pelo 3º ano como mediadora do festival. Desta vez, a música "Furusato" foi interpretada próximo ao final do programa, antes do anúncio da equipe vencedora.
A 66ª edição, transmitida em 31 de dezembro de 2015, teve como anfitriões Haruka Ayase e Yoshihiko Inohara. O tema foi "That's Nippon, That's Kouhaku" (Este é o Japão, Este é o Kouhaku). Um dos momentos mais notáveis foi a última performance de Shinichi Mori, que declarou que estava se graduando de forma honorável do Kouhaku. Novamente, a sequência de vitórias do time branco foi quebrado após o anúncio da vitória do Akagumi.
A 70ª edição, transmitida em 31 de dezembro de 2019, teve uma apresentação espetacular: dessa vez o cantor Kiyoshi Hikawa, em seus 42 anos de idade e pela primeira vez na história do Kōhaku, cantou duas músicas do medley Kōhaku Genkai Toppa Special Medley: "Daijōbu" e "Genkai toppa x survivor", transformando de Príncipe do Enka a popstar de sucesso. Durante a performance da música, Hikawa, montado no Shenlong, conquistou o público com seu carisma e sua simpatia. (E Masako Nozawa, que faz a voz de Son Goku em Dragon Ball Super, também estava presente naquele mesmo evento.)
A 67ª edição será transmitida em 31 de dezembro de 2016.
Entre 2008 e 2012, a votação era feita pelos telespectadores através de 1-Seg, ISDB-S e o público do NHK Hall. A equipe com maior número de votos era declarada vencedora. Em 2012 também foi possível participar da votação através de Smartphones e Tablets. Em 2013, o sistema de bolas foi revivido em 7 anos, desde a 57ª Edição. Houve uma única vez em que um vencedor foi decidido por unanimidade nesse sistema de bolas. Em 2003 (54ª edição), o Shirogumi vence com 15 pontos, enquanto Akagumi não pontuou.
Na 65ª edição (2014), o vencedor voltou a ser definido pela maioria dos votos.

## Popularidade
Kōhaku Utagassen ainda é o show mais assistido na televisão japonesa do ano. Um fator importante foi a transferência do programa para a véspera de Ano Novo no Japão (Oōmisoka), que é um feriado tradicionalmente gasto em casa. Ao longo dos anos, o evento anual diminuiu a popularidade tendo de 81,4 todos os tempos (14º Edição) para uma baixa de de 30.8/39.3 (55º Edição), voltando a subir a partir de 2006. Apesar da queda e do crescente retorno da popularidade, Kōhaku é consistentemente o mais popular dos evento musicais a cada ano.

## Processo de seleção dos grupos
Músicas e intérpretes são examinados por um comitê de seleção da NHK. Os critérios de selecção são recorde de vendas e adaptabilidade para o tema da edição.

## Resultados
| Kōhaku # | Data                | Akagumi                                                     | Shirogumi                                                   | Mediador                                                    | Vencedor | Placar |
| -------- | ------------------- | ----------------------------------------------------------- | ----------------------------------------------------------- | ----------------------------------------------------------- | -------- | ------ |
| 1        | 3 Janeiro de 1951   | Michiko Katō                                                | Shuuichi Fujikura                                           | Masaharu Tanabe                                             | Branco   | 00-01  |
| 2        | 3 Janeiro de 1952   | Kiyoko Tange                                                | Shuuichi Fujikura                                           | Masaharu Tanabe                                             | Branco   | 00-02  |
| 3        | 2 Janeiro de 1953   | Suga Honda                                                  | Teru Miyata                                                 | Masayori Shimura                                            | Branco   | 00-03  |
| 4        | 31 Dezembro de 1953 | Takiko Mizunoe                                              | Keizo Takahashi                                             | Seigoro Kitade                                              | Vermelho | 01-03  |
| 5        | 31 Dezembro de 1954 | Natsue Fukuji                                               | Keizo Takahashi                                             | Shōzaburō Ishii                                             | Vermelho | 02-03  |
| 6        | 31 Dezembro 1955    | Teru Miyata                                                 | Keizo Takahashi                                             | Shōzaburō Ishii                                             | Vermelho | 03-03  |
| 7        | 31 Dezembro de 1956 | Teru Miyata                                                 | Keizo Takahashi                                             | Shōzaburō Ishii                                             | Branco   | 03-04  |
| 8        | 31 Dezembro de 1957 | Takiko Mizunoe                                              | Keizo Takahashi                                             | Shōzaburō Ishii                                             | Vermelho | 04-04  |
| 9        | 31 Dezembro de 1958 | Tetsuko Kuroyanagi                                          | Keizo Takahashi                                             | Shōzaburō Ishii                                             | Vermelho | 05-04  |
| 10       | 31 Dezembro de 1959 | Meiko Nakamura                                              | Keizo Takahashi                                             | Shōzaburō Ishii                                             | Vermelho | 06-04  |
| 11       | 31 Dezembro de 1960 | Meiko Nakamura                                              | Keizo Takahashi                                             | Shōzaburō Ishii                                             | Branco   | 06-05  |
| 12       | 31 Dezembro de 1961 | Meiko Nakamura                                              | Keizo Takahashi                                             | Toshiaki Hosaka                                             | Branco   | 06-06  |
| 13       | 31 Dezembro de 1962 | Mitsuko Mori                                                | Teru Miyata                                                 | Shōzaburō Ishii                                             | Branco   | 06-07  |
| 14       | 31 Dezembro de 1963 | Eri Chiemi                                                  | Teru Miyata                                                 | Shōzaburō Ishii                                             | Vermelho | 07-07  |
| 15       | 31 Dezembro 1964    | Eri Chiemi                                                  | Teru Miyata                                                 | Shōzaburō Ishii                                             | Branco   | 07-08  |
| 16       | 31 Dezembro de 1965 | Michiko Hayashi                                             | Teru Miyata                                                 | Shōzaburō Ishii                                             | Branco   | 07-09  |
| 17       | 31 Dezembro de 1966 | Peggy Hayama                                                | Teru Miyata                                                 | Shōzaburō Ishii                                             | Vermelho | 08-09  |
| 18       | 31 Dezembro 1967    | Yumiko Kokonoe                                              | Teru Miyata                                                 | Shōzaburō Ishii                                             | Vermelho | 09-09  |
| 19       | 31 Dezembro de 1968 | Kiyoko Suizenji                                             | Kyu Sakamoto                                                | Teru Miyata                                                 | Branco   | 09-10  |
| 20       | 31 Dezembro de 1969 | Yukari Ito                                                  | Kyu Sakamoto                                                | Teru Miyata                                                 | Vermelho | 10-10  |
| 21       | 31 Dezembro de 1970 | Hibari Misora                                               | Teru Miyata                                                 | Shizuo Yamakawa                                             | Vermelho | 11-10  |
| 22       | 31 Dezembro de 1971 | Kiyoko Suizenji                                             | Teru Miyata                                                 | Shizuo Yamakawa                                             | Branco   | 11-11  |
| 23       | 31 Dezembro de 1972 | Naomi Sagara                                                | Teru Miyata                                                 | Shizuo Yamakawa                                             | Vermelho | 12-11  |
| 24       | 31 Dezembro de 1973 | Kiyoko Suizenji                                             | Teru Miyata                                                 | Shizuo Yamakawa                                             | Vermelho | 13-11  |
| 25       | 31 Dezembro de 1974 | Naomi Sagara                                                | Shizuo Yamakawa                                             | Masao Domon & Yōzō Nakae                                    | Vermelho | 14-11  |
| 26       | 31 Dezembro de 1975 | Naomi Sagara                                                | Shizuo Yamakawa                                             | Hiroshi Aikawa                                              | Branco   | 14-12  |
| 27       | 31 Dezembro de1976  | Naomi Sagara                                                | Shizuo Yamakawa                                             | Hiroshi Aikawa                                              | Vermelho | 15-12  |
| 28       | 31 December 1977    | Naomi Sagara                                                | Shizuo Yamakawa                                             | Hiroshi Aikawa                                              | Branco   | 15-13  |
| 29       | 31 Dezembro de 1978 | Mitsuko Mori                                                | Shizuo Yamakawa                                             | Hiroshi Aikawa                                              | Branco   | 15-14  |
| 30       | 31 Dezembro de 1979 | Kiyoko Suizenji                                             | Shizuo Yamakawa                                             | Yōzō Nakae                                                  | Vermelho | 16-14  |
| 31       | 31 Dezembro de 1980 | Tetsuko Kuroyanagi                                          | Shizuo Yamakawa                                             | Yōzō Nakae                                                  | Vermelho | 17-14  |
| 32       | 31 Dezembro de 1981 | Tetsuko Kuroyanagi                                          | Shizuo Yamakawa                                             | Keiichi Ubukata                                             | Branco   | 17-15  |
| 33       | 31 Dezembro de 1982 | Tetsuko Kuroyanagi                                          | Shizuo Yamakawa                                             | Keiichi Ubukata                                             | Vermelho | 18-15  |
| 34       | 31 Dezembro de 1983 | Tetsuko Kuroyanagi                                          | Kenji Suzuki                                                | Tamori                                                      | Branco   | 18-16  |
| 35       | 31 Dezembro de 1984 | Mitsuko Mori                                                | Kenji Suzuki                                                | Keiichi Ubukata                                             | Vermelho | 19-16  |
| 36       | 31 Dezembro de 1985 | Masako Mori                                                 | Kenji Suzuki                                                | Masaho Senda                                                | Vermelho | 20-16  |
| 37       | 31 Dezembro de 1986 | Yuki Saito & Yoriko Mekata                                  | Yūzō Kayama & Masaho Senda                                  | Seiichi Yoshikawa                                           | Branco   | 20-17  |
| 38       | 31 Dezembro de 1987 | Akiko Wada                                                  | Yūzō Kayama                                                 | Seiichi Yoshikawa                                           | Vermelho | 21-17  |
| 39       | 31 Dezembro de 1988 | Akiko Wada                                                  | Yūzō Kayama                                                 | Keiko Sugiura                                               | Branco   | 21-18  |
| 40       | 31 Dezembro de 1989 | Yoshiko Mita                                                | Tetsuya Takeda                                              | Sadatomo Matsudaira                                         | Vermelho | 22-18  |
| 41       | 31 Dezembro de 1990 | Yoshiko Mita                                                | Toshiyuki Nishida                                           | Sadatomo Matsudaira                                         | Branco   | 22-19  |
| 42       | 31 Dezembro de 1991 | Yūko Ayano                                                  | Masaaki Sakai                                               | Shizuo Yamakawa                                             | Vermelho | 23-19  |
| 43       | 31 December 1992    | Hikari Ishida                                               | Masaaki Sakai                                               | Shizuo Yamakawa                                             | Branco   | 23-20  |
| 44       | 31 December 1993    | Hikari Ishida                                               | Masaaki Sakai                                               | Miyuki Morita                                               | Branco   | 23-21  |
| 45       | 31 Dezembro de 1994 | Emiko Kaminuma                                              | Ichiro Furutachi                                            | Yasuo Miyakawa                                              | Vermelho | 24-21  |
| 46       | 31 Dezembro de 1995 | Emiko Kaminuma                                              | Ichiro Furutachi                                            | Ryūji Miyamoto & Mitsuyo Kusano                             | Branco   | 24-22  |
| 47       | 31 Dezembro de 1996 | Takako Matsu                                                | Ichiro Furutachi                                            | Ryūji Miyamoto & Mitsuyo Kusano                             | Branco   | 24-23  |
| 48       | 31 Dezembro de 1997 | Akiko Wada                                                  | Masahiro Nakai                                              | Ryūji Miyamoto                                              | Branco   | 24-24  |
| 49       | 31 Dezembro de 1998 | Junko Kubo                                                  | Masahiro Nakai                                              | Ryūji Miyamoto                                              | Vermelho | 25-24  |
| 50       | 31 Dezembro de 1999 | Junko Kubo                                                  | Nakamura Kankurō V                                          | Ryūji Miyamoto                                              | Branco   | 25-25  |
| 51       | 31 Dezembro de 2000 | Junko Kubo                                                  | Motoya Izumi                                                | Ryūji Miyamoto                                              | Vermelho | 26-25  |
| 52       | 31 Dezembro de 2001 | Yumiko Udō                                                  | Wataru Abe                                                  | Tamio Miyake                                                | Branco   | 26-26  |
| 53       | 31 Dezembro de 2002 | Yumiko Udō                                                  | Wataru Abe                                                  | Tamio Miyake                                                | Vermelho | 27-26  |
| 54       | 31 Dezembro de 2003 | Yumiko Udō & Takako Zenba                                   | Wataru Abe & Tetsuya Takayama                               | Tōko Takeuchi                                               | Branco   | 27-27  |
| 55       | 31 Dezembro de 2004 | Fumie Ono                                                   | Wataru Abe                                                  | Masaaki Horio                                               | Vermelho | 28-27  |
| 56       | 31 Dezembro de 2005 | Mino Monta, Motoyo Yamane, Yukie Nakama, and Koji Yamamoto* | Mino Monta, Motoyo Yamane, Yukie Nakama, and Koji Yamamoto* | Mino Monta, Motoyo Yamane, Yukie Nakama, and Koji Yamamoto* | Branco   | 28-28  |
| 57       | 31 Dezembro de 2006 | Yukie Nakama                                                | Masahiro Nakai                                              | Tamio Miyake & Megumi Kurosaki                              | Branco   | 28-29  |
| 58       | 31 Dezembro de 2007 | Masahiro Nakai**                                            | Tsurube Shōfukutei                                          | Kazuya Matsumoto & Miki Sumiyoshi                           | Branco   | 28-30  |
| 59       | 31 Dezembro de 2008 | Yukie Nakama                                                | Masahiro Nakai                                              | Kazuya Matsumoto                                            | Branco   | 28-31  |
| 60       | 31 Dezembro de 2009 | Yukie Nakama                                                | Masahiro Nakai                                              | Wataru Abe                                                  | Branco   | 28-32  |
| 61       | 31 Dezembro de 2010 | Nao Matsushita                                              | Arashi                                                      | Wataru Abe                                                  | Branco   | 28-33  |
| 62       | 31 Dezembro de 2011 | Mao Inoue                                                   | Arashi                                                      | Wataru Abe                                                  | Vermelho | 29-33  |
| 63       | 31 Dezembro de 2012 | Maki Horikita                                               | Arashi                                                      | Yumiko Udō                                                  | Branco   | 29-34  |
| 64       | 31 Dezembro de 2013 | Haruka Ayase                                                | Arashi                                                      | Yumiko Udō                                                  | Branco   | 29-35  |
| 65       | 31 Dezembro de 2014 | Yuriko Yoshitaka                                            | Arashi                                                      | Yumiko Udō                                                  | Branco   | 29-36  |
| 66       | 31 Dezembro de 2015 | Haruka Ayase                                                | Yoshihiko Inohara                                           | Tetsuko Kuroyanagi                                          | Vermelho | 30-36  |

No quadro geral, Shirogumi venceu 36 das 66 edições realizadas ate agora.
- Em 2007 (58ª Edição), Masahiro Nakai representou o Akagumi (Time Feminino). Geralmente são as mulheres que assumem a função de capitã do time vermelho.
- Em 2005 (56ª Edição), não houve uma organização de quem seriam os capitães dos times Akagumi e Shirogumi, por isso esta edição do Kouhaku teve 4 apresentadores.
- Em 2010, o Arashi Torna-se o o primeiro grupo a apresentar o Kouhaku, ao serem escolhidos capitães do Shirogumi. Desde então, o grupo já apresentou 5 edições seguidas no comando do time branco.
- Shizuo Yamakawa foi quem apresentou mais vezes no Kouhaku. Foram 6 edições como mediador e mais 9 como capitão do Shirogumi. A última aparição foi em 1992, no 43º Kouhaku.

## Atos notáveis
Países participantes:
| País           | Participantes | Primeira participação | Última participação |
| -------------- | ------------- | --------------------- | ------------------- |
| Japão          | 96            | 1951                  | 2015                |
| Coreia do Sul  | 07            | 1987                  | 2011                |
| Hong Kong      | 02            | 1973                  | 1989                |
| Singapura      | 01            | 2005                  | 2005                |
| Filipinas      | 02            | 1990                  | 1991                |
| Taiwan         | 03            | 1979                  | 1998                |
| China          | 01            | 2003                  | 2003                |
| Estados Unidos | 08            | 1990                  | 2014                |
| Argentina      | 01            | 2002                  | 2002                |
| Letônia        | 01            | 1991                  | 1991                |
| Brasil         | 01            | 1990                  | 1990                |
| Reino Unido    | 01            | 1991                  | 1991                |

### J-pop e J-rock
| Cantor(a)          | Participações |
| ------------------ | ------------- |
| Ai Otsuka          | 6             |
| aiko               | 8             |
| AKB48              | 5             |
| Akina Nakamori     | 7             |
| Arashi             | 5             |
| Aya Matsuura       | 5             |
| Ayaka Hirahara     | 6             |
| Ayumi Hamasaki     | 11            |
| BoA                | 6             |
| Chemistry          | 5             |
| Da Pump            | 5             |
| Dreams Come True   | 15            |
| Every Little Thing | 8             |
| EXILE              | 5             |
| Four Leaves        | 7             |
| Gospellers         | 6             |
| Hiromi Gō          | 22            |
| Iwasaki Hiromi     | 14            |
| Sakurada Junko     | 9             |
| Ken Hirai          | 7             |
| Kobukuro           | 5             |
| Kome Kome Club     | 5             |
| Kumi Koda          | 5             |
| Koizumi Kyoko      | 5             |
| Linda Yamamoto     | 5             |
| Mayumi Itsuwa      | 5             |
| MAX                | 5             |
| Miho Nakayama      | 7             |
| Mika Nakashima     | 8             |
| Momoe Yamaguchi    | 6             |
| Momoiro Clover Z   | 2             |
| Morning Musume     | 10            |
| Namie Amuro        | 9             |
| Nana Mizuki        | 5             |
| Naoko Kawai        | 6             |
| Naomi Sagara       | 13            |
| Porno Graffiti     | 8             |
| Saori Minami       | 8             |
| Seiko Matsuda      | 15            |
| SMAP               | 17            |
| Tokio              | 16            |
| Tomomi Kahala      | 5             |
| W-inds.            | 6             |
| X Japan            | 5             |
| Yo Hitoto          | 5             |
| Yōko Oginome       | 5             |

| Cantor(a)                   | Participações |
| --------------------------- | ------------- |
| Ayako Fuji                  | 16            |
| Akiko Wada                  | 33            |
| Akira Fuse                  | 25            |
| Chiyoko Shimakura           | 35            |
| Deos                        | 21            |
| George Yamamoto             | 11            |
| Misora Hibari               | 18            |
| Hideki Saijo                | 18            |
| Itsuki Hiroshi              | 39            |
| Ichirō Toba                 | 20            |
| SPEED                       | 3             |
| Kaori KOZAI                 | 15            |
| Kaori Mizumori              | 7             |
| Mikawa Kenichi              | 26            |
| Kenji Sawada                | 17            |
| Kiyoshi Hikawa              | 10            |
| Kiyoshi Maekawa             | 18            |
| Kye-Eun Sook                | 7             |
| Masako Mori                 | 15            |
| Masashi Sada                | 19            |
| Mina Aoe                    | 18            |
| Mitsuko Nakamura            | 14            |
| Miyuki Kawanaka             | 22            |
| Natsuko Godai               | 16            |
| Rimi Natsukawa              | 5             |
| Ryoko Moriyama              | 10            |
| Saburō Kitajima             | 50*           |
| Sachiko Kobayashi           | 31            |
| Yuki Saori e Sachiko Yasuda | 10            |
| Sayuri Ishikawa             | 32            |
| Shinichi Mori               | 42            |
| Shinji Tanimura             | 16            |
| Takao Horiuchi              | 17            |
| Takashi Hosokawa            | 33            |
| Yōko Nagayama               | 14            |
| Yoshimi Tendo               | 14            |
| Yutaka Yamakawa             | 11            |

- Saburô Kitajima participou pela última vez em 2013 após participar 50 vezes do Kouhaku.